# Leopold Nowak (Musikwissenschaftler)
Leopold Nowak (* 17. August 1904 in Wien, Österreich-Ungarn; † 27. Mai 1991 in Wien) war ein österreichischer Musikwissenschaftler und hauptsächlich bekannt für die Herausgabe des Werkes von Anton Bruckner für die Internationale Bruckner-Gesellschaft.

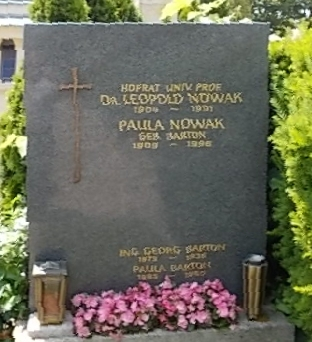
Grabstätte von Leopold Nowak

## Leben
Nowak studierte Klavier und Orgel an der Universität für Musik und darstellende Kunst Wien und Musikwissenschaften bei Guido Adler und Robert Lach an der Universität Wien, an der er später von 1932 bis 1973 selbst unterrichtete.
Er promovierte 1927 mit der Dissertation Das deutsche Gesellschaftslied bei Heinrich Finck, Paul Hofhaymer und Heinrich Isaak (ungedruckt), erweitert als: Das deutsche Gesellschaftslied in Österreich von 1480 bis 1550.
Von 1928 bis 1939 war er Assistent des Musikwissenschaftlichen Seminars der Universität Wien, 1932 Privatdozent, 1939 titulierter außerordentlicher Professor (1946 erneuert), seit 1946 (als Nachfolger von Robert Haas) Direktor der Musiksammlung der Österreichischen Nationalbibliothek. 1930 wurde Nowak Mitglied der Denkmäler der Tonkunst in Österreich, 1945 ernannt zum Leiter der Sektion Musikwissenschaft der Wiener Katholischen Akademie, 1946 zum Mitglied der Kommission für Musikforschung der Österreichischen Akademie der Wissenschaften sowie wissenschaftlicher Leiter der Bruckner-Gesamtausgabe.
Nowak arbeitete besonders über Anton Bruckner. Sein Ansatz bei der Herausgabe von Bruckners Werken war „wissenschaftlicher“ als der seines Vorgängers Robert Haas. Während dieser zum Beispiel Teile der Versionen von 1887 und 1890 von Bruckners Sinfonie Nr. 8 zusammenfügte, gab er unabhängige Ausgaben beider Versionen heraus. Seine Arbeit zum Finale der Sinfonie Nr. 9 wurde von John A. Phillips fortgeführt, der in der Bruckner-Gesamtausgabe eine Faksimile-Ausgabe des Fragments veröffentlichte. 
Um 1975 erstellte Nowak ein Werkverzeichnis der Kompositionen von Hans Rott. Zudem erarbeitete er eine neue Ausgabe von Mozarts unvollendeten Requiem und unterschied zwischen Mozarts eigener Handschrift und der von Süßmayr und Eybler, identifizierte jedoch irrig die Handschrift Franz Jakob Freystädtlers. Dafür erhielt er 1985 die Goldene Mozart-Medaille. Nowak studierte ferner die Musik von Heinrich Isaac, Joseph Haydn, Franz Liszt, österreichische Kirchen- und Vokalmusik und verschiedene österreichische Komponisten des ausgehenden Mittelalters (1480 bis 1550).
Sein Grab befindet sich auf dem Grinzinger Friedhof (20-6-11) in Wien.

## Publikationen (Auswahl)
- Das deutsche Gesellschaftslied in Österreich von 1480 bis 1550 (Dissertation), in: Studien zur Musikwissenschaft (Beihefte der DTÖ) 17, 1930
- Grundzüge einer Geschichte des Basso ostinato in der abendländischen Musik. Guberner & Hierhammer, Wien 1932.
- Franz Liszt. Tyrolia, Innsbruck 1936.
- Te Deum Laudamus – Gedanken zur Musik Anton Bruckners. Herder, Wien 1947.
- Joseph Haydn. Amalthea-Verlag, Wien 1951/59.
- Anton Bruckner Gesamtausgabe. Notenbände und Revisionsberichte, 1951–1987 (gemeinsam mit anderen wechselnden Herausgebern).
- Gegen den Strom – Leben und Werk von E. N. von Reznicek. Amalthea-Verlag, Wien 1960 (zusammen mit Felicitas von Reznicek).